# Бистрічка (притока Орави)
Бистрічка (словац. Bystrička) — річка в Словаччині, права притока Орави, протікає в окрузі Дольни Кубін.
Довжина приблизно 6.5 км. Витік знаходиться в масиві Мала Фатра (частина Криваньська Фатра) — на схилі гори Великий Розсутець біля перевалу Медзигоріє — на висоті близько 1160 метрів. Протікає територією села Кральовани.
Впадає в Ораву на висоті приблизно 435 метрів.